# Études d'ingénieurs en Allemagne
Le diplôme d'ingénieur (Diplomingenieur), en Allemagne,  était historiquement délivré par les universités, et depuis 1987 par les Fachhochschulen (Hautes écoles spécialisées). Les Fachhochschulen délivrent leur diplôme après généralement moins de semestres d'études (huit en moyenne) que les Universités (dix semestres en moyenne). 
Les universités ont en Allemagne vocation à former des ingénieurs spécialisés pour la Recherche et développement, tandis que les Fachhochschulen forment des ingénieurs de terrain, plus techniques.
Les titres abrégés tels qu'ils sont traditionnellement écrits en précédant le nom de l'ingénieur sont alors Dipl.-Ing ou Dipl.-Ing. Univ pour un ingénieur d'université, et Dipl.-Ing (FH) pour un ingénieur de Fachhochschule. Si l'ingénieur a poursuivi jusqu'au doctorat (Doktorat), celui-ci sera Docteur-ingénieur et placera ce titre avant son titre d'ingénieur : Dr.-Ing.
Depuis l'application du processus de Bologne, le Diplomingenieur a été remplacé par le diplôme du Bachelor (six semestres d'études) suivi du master (quatre semestres d'études) suivant les principes de la déclaration de Bologne. Il s'agit alors fréquemment du Bachelor of Engineering et du Master of Engineering, ou plus rarement des Bachelor et Master of Science. Les titres précédant le nom de l'ingénieur à l'écrit deviennent alors respectivement B.Eng. et M.Eng..
Enfin, la fonction d'ingénieur est réglementée et donc réservée au titulaire d'un diplôme d'ingénieur, d'un Bachelor ou d'un Master of Engineering.